# Quarantième des Gaules
Pour les articles homonymes, voir Quarantième.
Le quarantième des Gaules (en latin quadragesima Galliarum) fut un impôt imposé par Rome à toutes les marchandises franchissant certaines frontières de la Gaule, dont les Alpes, dans un sens ou dans l'autre. La valeur de l'impôt perçu correspondait à 2,5 % (1/40e) de la valeur du bien.
La date de la création du quarantième a été débattue. Selon Jérôme France c'est vers -15, sous le règne d'Auguste qu'il faudrait placer la création de cet impôt, datation qui s'appuie en particulier sur l'analyse des Gobelets de Vicarello. Le quarantième des Gaules formait non pas une circonscription douanière mais une série de lignes douanières et de postes principalement dans les ports de la Gaule — et à Ostie — ainsi que dans les Pyrénées et les Alpes. L'emplacement des péages reprenait souvent celui d'anciens péages celtes. Ainsi, il y en avait un à Saint-Maurice sur la route reliant le lac Léman au col du Grand-Saint-Bernard, à Genève et à Zurichainsi qu'à Cularo, l'actuelle Grenoble. Les préposés y plombaient les marchandises avec des sceaux officiels. Ces stations peuvent être identifiées par la présence de documents épigraphiques ou à l'aide de documents tels que les itinéraires.
Le Quarantième des Gaules a connu plusieurs administrations. D'abord confié à une société de publicains, il fut administré ensuite, peut-être à partir d'Hadrien, par des fermiers nommés conductores. À la fin du IIe siècle enfin le prélèvement de l'impôt fut pris en régie directe par l'administration impériale sous la direction d'un procurateur équestre.

## Galerie

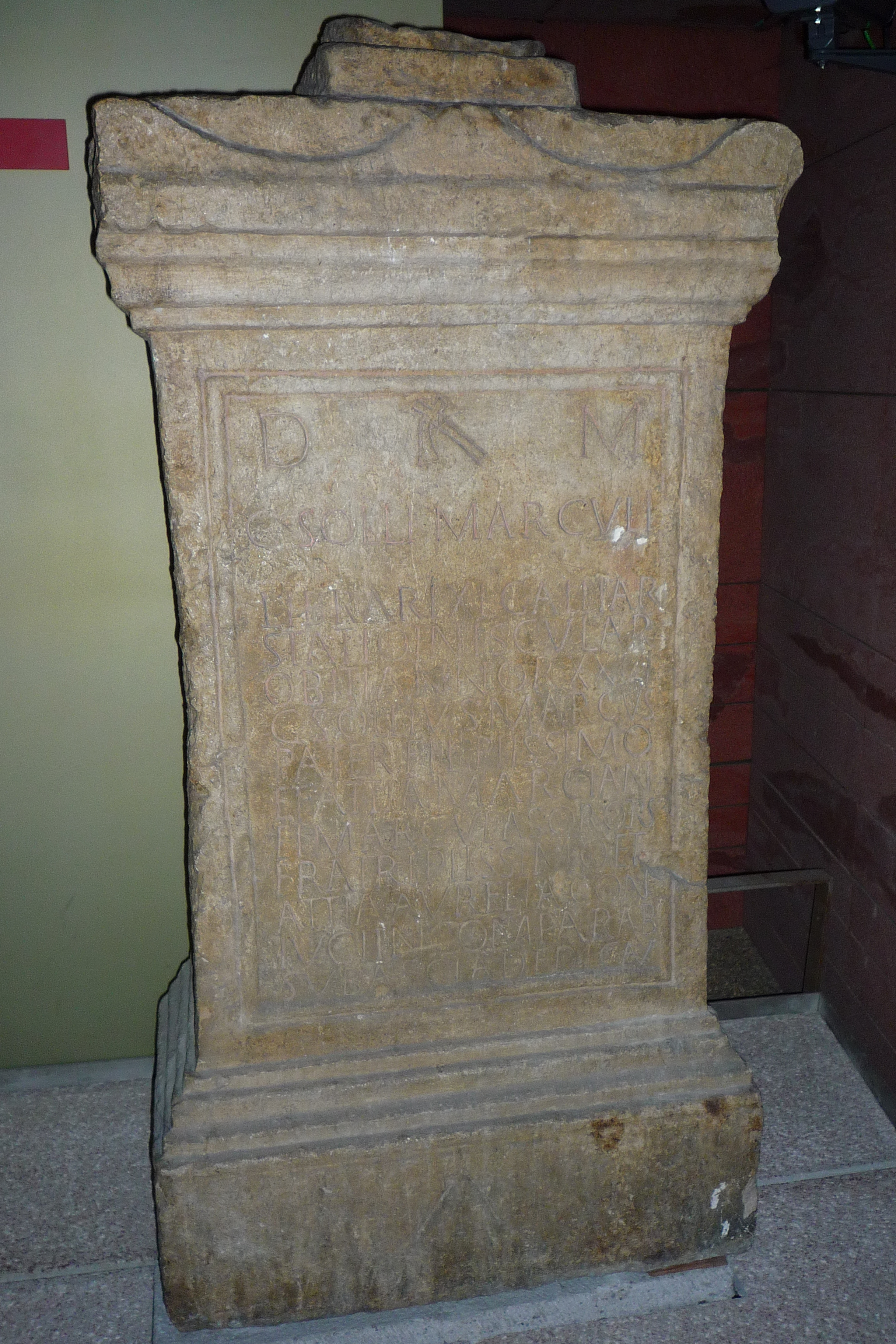
Cippe funéraire d'un employé (librarius) du quarantième des Gaules à Cularo, Grenoble. CIL XII, 2252.
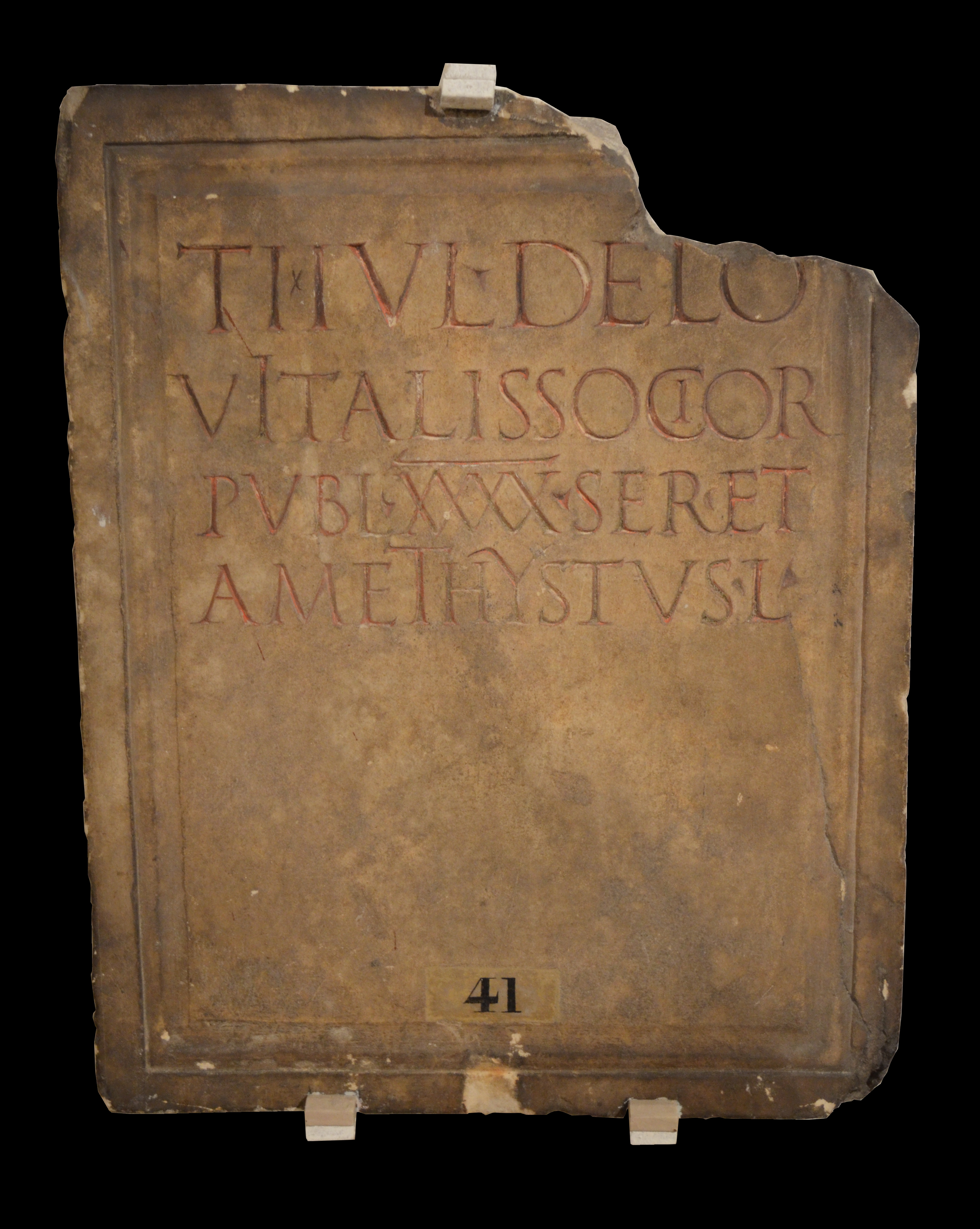
Tablette mentionnant Vitalis, un esclave de la société de l'impôt du quarantième des Gaules, trouvée à Lyon en 1864. CIL XIII, 1819.